# Сливинський Михайло Ярославович
Михайло Ярославович Слівінський (нар. 5 лютого 1970, Добротвір, Львівська область) — український і польський весляр на каное, дворазовий срібний призер Олімпійських ігор (1988 та 1992 рр.), багаторазовий чемпіон світу, чемпіон Європи. Заслужений майстер спорту СРСР (1990).

## Біографія
Народився у селищі Добротвір, Львівської області, Україна. Займався в клубах «Україна»—СКМО—«Колос» (Львів). Закінчив Львівський державний інститут фізкультури (1994). Тренери: Штипуляк Н. А., Браташ П. Р.
Дебютував на Олімпійських іграх у віці 18 років. На літніх Олімпійських іграх 1988 в Сеулі у фінальному заїзді каное-одиначок на 500 метрів наймолодший представник збірної СРСР з веслування на байдарках і каное здобув срібло, лише на 0,01 сек випередивши бронзового призера болгарина Мартіна Маринова і на 0,84 сек відставши від чемпіона з НДР Олафа Хойкродта.
Наступні 3 роки Михайло був найкращим веслярем світу на цій дистанції, послідовно вигравши Чемпіонати світу 1989, 1990 та 1991 років. На Іграх в Барселоні 1992 року, де Михайло виступав у складі Об'єднаної команди, він вважався основним фаворитом на 500-метрівці. Але блискучу форму на Іграх продемонстрував болгарин Микола Бухалов, який виграв і 1000-метрівку і 500-метрівку, випередивши Слівінського на 0,25 сек. Третім на 500 м залишився Хойкродт, який програв Михайлу понад 1,5 секунди.
Після розпаду СРСР Слівінський продовжив виступи за Україну, вигравши цілий ряд бронзових нагород світових чемпіонатів. 
На Олімпійських іграх 1996 року на 500-метрівці Михайло фінішував 4-м, майже секунду програвши у фіналі бронзовому призеру. На літніх Олімпійських іграх 2000 року в Сіднеї 30-річний Михайло Слівінський 4-й раз поспіль виступив в олімпійському фіналі на дистанції 500 метрів, але став лише сьомим, понад 5 секунд поступившись бронзовому призеру.
Нагороджений орденом «За заслуги» III ступеня (1992).
У 2001 році Михайло прийняв запрошення виступати за збірну Польщі, в якій ставав чемпіоном і призером чемпіонатів світу та Європи. На своїй 5-й Олімпіаді 2004 року в Афінах виступав за збірну Польщі. В каное-двійці на 1000 метрів посів 5-е місце. 
Його син Арсен Слівінський (нар. 1996) також каноїст. Виступає за збірну Польщі і є багаторазовим призером чемпіонатів світу та чемпіоном Європи. 